# Polana nebulosa
Polana nebulosa är en insektsart som beskrevs av Carl Stål 1862. Polana nebulosa ingår i släktet Polana och familjen dvärgstritar. Inga underarter finns listade i Catalogue of Life.